# Abdelkarim Kissi
Abdelkarim Kissi (Oujda, 5 de maio de 1980) é um futebolista profissional marroquino que atua como meia.

## Carreira
Abdelkarim Kissi fez parte do elenco da Seleção Marroquina de Futebol na Campeonato Africano das Nações de 2008.